# Дељење
Дељење је једна од четири основне операције аритметике, начина на који се бројеви комбинују да би се створили нови бројеви. Остале операције су сабирање, одузимање и множење. 
На основном нивоу, дељење два природна броја је, између осталих могућих интерпретација, поступак израчунавања колико пута се један број садржи у другом.‍:7 Овај број пута није увек цео број (број који се могу добити коришћењем осталих аритметичких операција над природним бројевима).
Дељењем са остатком или Еуклидским дељењем два природна броја добија се целобројни количник, то јест колико пута је други број у потпуности садржан у првом броју, и остатак, који је део првог броја који остаје, када је у током израчунавања количника не може се доделити даљи пуни део величине другог броја.
Модификација дељења којом се добија само један резултат, доводи до проширења природних бројева на рационалне бројеве (бројеве који се могу добити коришћењем аритметике на природним бројевима) или реалне бројеве. У овим проширеним бројевним системима дељење је инверзна операција множења, то јест a = c / b значи a × b = c, све док b није нула. Ако је b = 0, онда је то дељење са нулом, што није дефинисано.‍:246
Оба облика поделе појављују се у разним алгебарским структурама, различитим начинима дефинисања математичке структуре. Они у којима је дефинисана Еуклидска подела (са остатком) називају се Еуклидским доменима и укључују полиномске прстенове у једној неодређеној променљивој (који дефинишу множење и сабирање преко формула са једном променљивом). Они у којима је дефинисано дељење (са једним резултатом) на све ненулте елементе називају се поља и прстенови дељења. У прстену се елементи помоћу којих је дељење увек могуће називају јединицама (на пример, 1 и -1 у прстену целих бројева). Друга генерализација поделе на алгебарске структуре је количничка група, у којој је резултат „дељења“ група, а не број.

## Ознака
У већини земаља континенталне Европе, укључујући и српско говорно подручје, у почетним годинама образовања, дељење се приказује двотачком (:), док у енглеском говорном подручју преовладава посебан знак дељења (÷). У даљем школовању преовладава коса црта (/) или разломачка црта.
Са друге стране, стандард ISO 80000-2 за математичку нотацију препоручује само косу црту или разломачку црту за дељење. Двотачку резервише за приказ размера.

## Увод
Најједноставнији начин гледања на дељење је у смислу цитирања и партиције: из перспективе цитирања, 20 / 5 значи број петина које се морају додати да би се добило 20. У погледу партиције, 20 / 5 значи величину сваког од 5 делова на које је подељен скуп величине 20. На пример, 20 јабука се дели у пет група од четири јабуке, што значи да је двадесет подељено са пет једнако четири. Ово се означава као 20 / 5 = 4, или 20/5 = 4. Оно што се дели назива се дељеник, који се дели делиоцем, а резултат назива количником. У примеру 20 је дељеник, 5 делилац и 4 количник.
За разлику од осталих основних операција, при дељењу природних бројева понекад постоји остатак који не бива равномерно распоређен у делитељу; на пример, 10 / 3 оставља остатак од 1, јер 10 није умножак од 3. Понекад се овај остатак додаје количнику као децимала, тако да је 10 / 3 једнако 3+1/3 или 3.33..., али у контексту целобројне поделе, где бројеви немају разложени део, остатак се чува одвојено (изузетно, одбачен или заокружен). Када се остатак задржи као разломак, долази се до рационалног броја. Скуп свих рационалних бројева настаје проширивањем целих бројева са свим могућим резултатима дељења целих бројева.
За разлику од множења и сабирања, дељење није комутативно, што значи да a / b није увек једнако b / a. Дељење, такође, генерално није асоцијативно, што значи да када се дели више пута, редослед дељења може променити резултат. На пример, (20 / 5) / 2 = 2, али 20 / (5 / 2) = 8, али 20 / (5 / 2) = 8 (где употреба заграда указује на то да се операције у заградама изводе пре операција изван заграда).
Дељење се традиционално сматра лево-асоцијативном. Односно, ако постоји више подела у низу, редослед израчунавања иде с лева на десно:
{\displaystyle a/b/c=(a/b)/c=a/(b\times c)\neq a/(b/c)=(a\times c)/b.}
Дељење је десно-дистрибутивно над сабирањем и одузимањем, у смислу да
{\displaystyle {\frac {a\pm b}{c}}=(a\pm b)/c=(a/c)\pm (b/c)={\frac {a}{c}}\pm {\frac {b}{c}}.}
Ово је исто за множење, као {\displaystyle (a+b)\times c=a\times c+b\times c}. Међутим, дељење није лево-дистрибутивно, као
{\displaystyle {\frac {a}{b+c}}=a/(b+c)\neq (a/b)+(a/c)={\frac {ac+ab}{bc}}.}
Ово се разликује од случаја множења, који је лево-дистрибутивно и десно-дистрибутивно, а самим тим и дистрибутивно.

## Дељење у математици
{\displaystyle x={\frac {a}{b}}}
Дељење у математици је, дакле, операција супротна множењу. То је рачунска радња којом се из датог производа и једног чиниоца, тј. фактора, добија други чинилац. Поделити a са b значи наћи такво x да је b·x = a, или x·b = a. Дати производ a се назива дељеник, дати чинилац b назива се делилац, или делитељ, а непознати, тражени други чинилац x се назива количник или однос a са b. Операција дељења се означава са две тачке (a:b), или хоризонталном цртом {\displaystyle {\frac {a}{b}}}, или косом цртом (a/b). 
У прстену целих бројева дељење није увек изводљиво. На пример 12 је дељиво са 6, али није дељиво са 5. Ако се у дељењу целог броја a целим бројем b као количник добија цео број, каже се да је први број дељив (без остатка) са другим. У пољу рационалних бројева дељење је увек изводљиво и једнозначно, сем дељења с нулом. Ако је b≠0, за a≠0 ће бити a≠b·0. У дељењу a=0 са b=0 количник x може бити сваки број. Међутим, да се не би нарушила једнозначност операције, дељење нулом се и у таквом случају сматра немогућим.
Дељење са остатком два цела броја a и b који нису негативни је изналажење два броја x и y, који такође нису негативни, и који задовољавају услове: 1) a=bx+y, 2) y<b. Број a се назива дељеник (дивиденд), број b је делилац (делитељ, дивизор), x је непотпуни количник (кад је y≠0) или количник (кад је y=0), y је остатак.
Аналогно овоме се дефинише дељење и дељење с остатком за полином.

## Особине
{\displaystyle a:1=a}
Дељење са {\displaystyle -1} даје супротни број
{\displaystyle a:(-1)=-a}
Нула подељена с природним бројем је 0.
{\displaystyle 0:a=0}
Број подељен самим собом даје број 1.
{\displaystyle a:a=1}
Проширивање количника
{\displaystyle a:b=c=>(a*d):(b*d)=c}
Скраћивање количника 
{\displaystyle a:d=c=>(a:b):(d:b)=c} za {\displaystyle d\neq 0}
Количник негативног и позитивног целог броја је негативни број чија је апсолутна вредност једнака количнику апсолутних вредности задатих бројева.
{\displaystyle (-a):b=-(a:b)}
Количник два негативна цела броја је позитиван број чија је апсолутна вредност једнака количнику апсолутних вредности дељеника и делитеља.
({\displaystyle -a):(-b)=|-a|:|-b|=a:b}
Дељење се може приказати преко сабирања и одузимања бројева
{\displaystyle {\frac {a+b}{c}}=(a+b)\div c={\frac {a}{c}}+{\frac {b}{c}}}
Као и код множења важи закон дистрибуције дељења у односу на сабирање
{\displaystyle {\frac {a+b}{c}}=(a+b)\div c={\frac {a}{c}}+{\frac {b}{c}}} 
Али закон дистрибутивности не важи у случају
{\displaystyle {\frac {a}{b+c}}=a\div (b+c)\neq {\frac {a}{b}}+{\frac {a}{c}}}

## Двојни разломак
Двојни разломак је разломак облика
{\displaystyle {p/q \over r/s}}
Он се решава на следећи начин
{\displaystyle {p/q \over r/s}={p \over q}\times {s \over r}={ps \over qr}.}

## Дељење с нулом
Дељење било којег броја са нулом (где је нула делилац) није дефинисано.

## Дељење целих бројева
Дељење целих бројева није затворена рачунска операција. Количник бројева неће бити цели број ако дељеник није вишекратник делитеља.
Пример
26 се не може поделити са 10 и дати цели број као количник. У том случају постоји четири приступа:
1. Recimo da se 26 ne može podijeliti sa 10; dijeljenje postaje djelomična funkcija.
2. Zapisivanje količnika kao decimalni razlomak ili mješoviti broj, dakle {\displaystyle {\tfrac {26}{10}}=2,6} ili {\displaystyle {\tfrac {26}{10}}=2{\tfrac {3}{5}}.} Ovo je najčešći pristup u matematici.
3. Zapisati rješenje kao razliku i ostatak, dakle {\displaystyle {\tfrac {26}{10}}=2{\mbox{ i ostatak }}6.}
4. Zapisati razliku kao cijeli broj (približni broj), dakle {\displaystyle {\tfrac {26}{10}}=2}

## Дијељење комплексних бројева
Количник два комплексна броја  од којих други није једнак нули дефинисано је на сљедећи начин.
{\displaystyle {p+iq \over r+is}={(p+iq)(r-is) \over (r+is)(r-is)}={pr+qs+i(qr-ps) \over r^{2}+s^{2}}={pr+qs \over r^{2}+s^{2}}+i{qr-ps \over r^{2}+s^{2}}.}
за p, q, r, s реалне бројеве  r , s различити 0
Једноставније је дијељење комплексних бројева изражено на сљедећи начин
{\displaystyle {pe^{iq} \over re^{is}}={pe^{iq}e^{-is} \over re^{is}e^{-is}}={p \over r}e^{i(q-s)}}
за p, q, r, s реалне бројеве  r различито од 0.

## Дељење децималних бројева
Децимални број дели се с природним бројем као да нема децималног зареза , али се у количнику назначава децимални зарез кад се заврши с дијељењем цијелог дијела дјељеника.
{\displaystyle 15,5:5=3,1}
Децимални број дели се с децималним бројем тако да дељеник и делитељ помножимо с декадском јединицом која има толико нула колико делитељ децимала.
{\displaystyle 7,842:2,4=78,42:24=3,2675}
Децимални број дели се с декадском јединицом тако да му децимални зарез помичемо улево за онолико децималних места колико нула има та декадска јединица.
{\displaystyle 423,10:10=42,310}
{\displaystyle 51,24:100=0.5124}

## Таблица дељења
Неколико основних таблица дељења су:
| Дељење са 1 | Дељење са 2 | Дељење са 3 | Дељење са 4 | Дељење са 5 | Дељење са 6 | Дељење са 7 |
| ----------- | ----------- | ----------- | ----------- | ----------- | ----------- | ----------- |
| 1:1=1       | 2:2=1       | 3:3=1       | 4:4=1       | 5:5=1       | 6:6=1       | 7 : 7 = 1   |
| 2:1=2       | 4:2=2       | 6:3=2       | 8:4=2       | 10:5=2      | 12:6=2      | 14 : 7 = 2  |
| 3 : 1 = 3   | 6:2=3       | 9:3=3       | 12:4=3      | 15:5=3      | 18:6=3      | 21 : 7 = 3  |
| 4 : 1 = 4   | 8:2=4       | 12:3=4      | 16:4=4      | 20:5=4      | 24:6=4      | 28 : 7 = 4  |
| 5 : 1 = 5   | 10:2=5      | 15:3=5      | 20:4=5      | 25:5=5      | 30:6=5      | 35 : 7 = 5  |
| 6 : 1 = 6   | 12:2=6      | 18:3=6      | 24:4=6      | 30:5=6      | 36:6=6      | 42 : 7 = 6  |
| 7 : 1 = 7   | 14:2=7      | 21:3=7      | 28:4=7      | 35:5=7      | 42:6=7      | 49 : 7 = 7  |
| 8 : 1 = 8   | 16:2=8      | 24:3=8      | 32:4=8      | 40:5=8      | 48:6=8      | 56 : 7 = 8  |
| 9: 1 = 9    | 18:2=9      | 27:3=9      | 36:4=9      | 45:5=9      | 54:6=9      | 63 : 7 = 9  |
| 10:1=10     | 20:2=10     | 30:3=10     | 40:4=10     | 50:5=10     | 60:6=10     | 70 : 7 = 10 |

| Дељење са 8 | Дељење са 9 | Дељење са 10  |
| ----------- | ----------- | ------------- |
| 8:8=1       | 9:9=1       | 10 : 10 = 1   |
| 16:8=2      | 18:9=2      | 20 : 10 = 2   |
| 24:8=3      | 27:9=3      | 30 : 10 = 3   |
| 32:8=4      | 36:9=4      | 40 : 10 = 4   |
| 40:8=5      | 45:9=5      | 50 : 10 = 5   |
| 48:8=6      | 54:9=6      | 60 : 10 = 6   |
| 56:8=7      | 63:9=7      | 70 : 10 = 7   |
| 64:8=8      | 72:9=8      | 80 : 10 = 8   |
| 72:8=9      | 81:9=9      | 90 : 10 = 9   |
| 80:8=10     | 90:9=10     | 100 : 10 = 10 |

## Правила дељења
Правила дељења могу помоћи при брзом одређивању да ли се један цели број може поделити у други цели број.
Дељивост са бројем 2
Број је дељив бројем 2 ако је паран односно ако је његова последња цифра паран број: 0, 2, 4, 6, 8 
{\displaystyle 24/2=12}
Дељивост са бројем 3
Број је дељив бројем 3 ако је збир његових цифара дељив са 3. 
{\displaystyle 27/3=9} .......... {\displaystyle 2+7=9} {\displaystyle (9/3=3)}
Дељивост са бројем 4
Број је дељив са 4 ако је двоцифрени број који чине 2 последње цифре тог броја дељив са 4 
{\displaystyle 324/4=81}  jer je {\displaystyle 24/4=6}
Дељивост са бројем 5
Број је дељив са 5 ако је његова посљедња цифра 0 или 5 
{\displaystyle 25/5=5}
{\displaystyle 40/5=8}
Дељивост са бројем 6
Број је дељив са 6 ако је са 2 и са 3 
{\displaystyle 36/6=6} jer je {\displaystyle 36/2=18} i {\displaystyle 36/3=12}
Дељивост са бројем 8
Број је дељив са 8 ако је троцифрени број који чине 3 последње цифре тог броја дељив са 8 
{\displaystyle 3120/8=390}  jer je {\displaystyle 120/8=15}
Дељивост са бројем 9
Број је дељив са 9 ако је збир цифара дељив са 9. 
{\displaystyle 2817/9=313} jer je {\displaystyle 2+8+1+7=18=>18/9=2}
Дељивост са бројем 10
Број је дељив са 10 ако је дељив бројевима 2 и 5, односно завршава се цифром 0
{\displaystyle 30/10=3} jer je {\displaystyle 30/2=10} {\displaystyle 30/5=6}

## Дељење и калкулус
Деривација количника две функције дата је правилом деривације количника:
{\displaystyle {\left({\frac {f}{g}}\right)}'={\frac {f'g-fg'}{g^{2}}}.}
Не постоји генерална метода интеграције количника две функције.